# Ołeksandr Isakow
Ołeksandr Wołodymyrowycz Isakow (ur. 17 października 1989 roku w Iwano-Frankiwsku) – ukraiński pływak, uczestnik igrzysk olimpijskich w Londynie. 

## Igrzyska olimpijskie
Wziął udział w dwóch wyścigach w czasie trwanie IO w Londynie. W rywalizacji na 100 metrów stylem grzbietowym uzyskał czas 55,43, zajmując 35. miejsce w końcowej klasyfikacji. W rywalizacji na 200 metrów stylem grzbietowym uzyskał czas 2:00,78, co dało mu 30. miejsce. 